# 赵志游
赵志游（1889年—1946年），名之佑，又名连官,字志游，浙江慈谿人，中華民国政治人物、土木工程专家、著名建筑师。曾任杭州市市长。浙江宁波人。

## 生平
赵志游生于浙江鄞县，为蒋中正远亲。赵志游是宋太祖赵匡胤第三十五世孙，祖父赵立誠（字朴斋，1814-1878）與同鄉小港李家李也亭交好，为上海钱商領袖。樸齋有八子和多位女兒，其中趙志游父亲趙家蕃（字匊椒，1872-1925）行六，曾留学日本时加入同盟会。行七趙家蓀及行八趙家藝（字林士，1876-1926）也都為光復會或同盟會重要成員,大力支持辛亥革命 。樸齋三女嫁清光绪丁酉科（浙江）拔貢厲玉夔，子飛行官厲汝燕及實業家厲樹雄為志游表兄弟。母亲杨氏，仁和（杭州）人，是清朝进士杨鸿元之女。。赵志游在长兴（今浙江湖州）加入同盟会。
赵志游1905年留学法国，在巴黎中央工艺学校学习土木工程、建筑和市政建设。娶法国白人为妻，名玛格丽特。在法国留学期间，与周恩来、刘清扬、张君劢、李树华等参与“拒款运动”，参与组建“拒款委员会”，召开在法国的华人“拒款大会”并担任大会主席。
回国后在浙江高等学堂工作，後担任陇海铁路工程师。1930年8月至1931年12月，担任南京市政府工务局局长。任内住持建造了国民政府主席官邸、美龄宫等建筑。其中美龄宫（又称“美龄馆”）为赵志游一手设计，技正陈品善负责具体建造事务，当预算造价261410元，由上海新金记康号营造厂，实际造价36万元，1931年春开建，1934年竣工，建造历时长久，引起争议。
1931年7月至1934年8月（一说，1932年1月至1934年9月），担任杭州市（第六任）市长，期间曾改任杭州市市政委员会主任。杭州市长任上，发现西湖北缘宝石山上的保俶塔年久失修，倾斜度大，砖瓦掉落，为保护千年古迹，遂于民国二十二年（1933年）与杭县人程学銮发起集资重修，并立碑纪念，碑中称“保俶塔”作“宝石塔”。保俶塔重修工程于1933年3月1日开工，于同年6月30日竣工，共用了122天，并得到杜月笙、张啸林的捐助。
在上海时期，与同乡薛耕莘（上海滩巡捕）知交，是薛耕莘证婚人，与薛同参与保护上海共产党地下党员，不同意蒋中正独裁统治，倾向国民党左派。
1937年，代表国民政府参加法国巴黎世界博覽會。
1942年至1943年间，中国的一些主要进出口公司联合成立了“进出口商联合会”，赵志游出任主任。
1946年3月28日，趙逝世。